# Ориби
Ориби (Ourebia ourebi) е малка антилопа живееща в откритите пасища на Субсахарна Африка.

## Външен вид
Ориби са високи около 92 – 110 cm. и дължина на тялото 50 – 66 cm. Средното им тегло е 12 – 22 kg. и развиват скорост от 40 – 50 km/h. В плен достигат възраст от 14 години.
Гърбът и горната част на гръдния кош е жълто до оранжево-кафяв. Брадичката, гърлото, гърдите, корема и задницата са с по-светъл цвят. Опашката е къса с гъста космена покривка. Горната ѝ страна е черна или тъмнокафява, а отдолу бяла. Над очната орбита се образува бяла ивица с форма на полумесец. Тя е характерен белег отричаващ ориби от други видове антилопи. Отстрани на лицето има добре развити преорбитални жлези с които отделя секрет за маркиране на територията. Само при мъжките израстват рога, които са нежни и правилни.

## Разпространение и подвидове
Ориби е разпространена в цяла Субсахарна Африка. Съществуват тринадесет подвида както следва:
- Ourebia ourebi aequatoria – в Уганда.
- Ourebia ourebi cottoni – в Танзания.
- Ourebia ourebi dorcas – в Чад.
- Ourebia ourebi gallarum – в централна Етиопия.
- Ourebia ourebi goslingi – в северна ДР Конго.
- Ourebia ourebi haggardi – в северна Кения.
- Ourebia ourebi hastata – в ДР Конго, Малави, Зимбабве.
- Ourebia ourebi kenyae – в Кения.
- Ourebia ourebi montana – в Судан и западна Етиопия.
- Ourebia ourebi ourebi – в ЮАР.
- Ourebia ourebi quadriscopa – от Сенегал до Нигерия.
- Ourebia ourebi rutila – в Ангола.
- Ourebia ourebi ugandae – в Уганда.

## Размножаване
По време на размножителния период, който продължава от август до декември мъжките се стремят да привлекат вниманието на всички женски. Обикновено само една или две женски остават да се чивтосват в маркираната от мъжкия територия. Продължителността на бременността е 6 до 7 месеца, обикновено раждат по едно малко. В първите 8 – 10 седмици майката крие малкото в гъстата трева, където то лежи в покой с цел да не го открият хищници. Майката се връща периодично за да го кърми. Младите се отбиват на около четири до пет месеца. Женските достигат полова зрялост на 10 месеца, а мъжките на 14 месеца.

## Естествени врагове
Ориби е жертва на редица хищни животни като лъвове, леопарди, гепарди, хиени, хиенови кучета, каракали, чакали, крокодили, питони и други. Малките могат да станат жертва и на орли, по-дребни котки и други хищни животни.